# Шевалье, Николя (нумизмат)
Николя Шевалье (2-я половина XVII века (чаще всего указываются 1650 или 1661 годы), Седан — 1720, Антверпен) — археолог, нумизмат, гравёр и купец французского происхождения.
Происходил из протестантской купеческой семьи, был протестантским пастором. В результате отмены в 1685 году действовавшего с 1598 года Нантского эдикта эдиктом Фонтенбло бежал в Амстердам, где открыл фирму, торговавшую такими экзотическими продуктами, как шоколад и специи, одновременно устроил типографию. Будучи опытным гравёром, Шевалье сам гравировал и печатал свои произведения. Он занимался изучением старинных и современных ему медалей и снабжал иллюстрациями классические произведения. Собрал несколько значительных коллекций монет и медалей. С 1703 по 1716 год жил в Утрехте, после смерти жены вернулся в Амстердам, где и умер. 